# Neuendorf (Teichland)
Neuendorf (ⓘ), niedersorbisch Nowa Wjas, ist ein Ortsteil der Gemeinde Teichland im Landkreis Spree-Neiße in Brandenburg. Bis zur freiwilligen Gemeindefusion mit Bärenbrück und Maust am 31. Dezember 2000 war Neuendorf eine eigenständige Gemeinde.

## Lage
Neuendorf liegt in der Niederlausitz, rund zehn Kilometer nordöstlich des Stadtzentrums von Cottbus und fünf Kilometer südlich von Peitz. Direkte Nachbarorte sind Willmersdorf im Westen, Maust im Nordwesten und Bärenbrück im Osten, nördlich schließen sich die Peitzer Teiche und südlich der Cottbuser Ostsee an. Zwischen Neuendorf und Bärenbrück liegt die Bärenbrücker Höhe. Die früheren Nachbarorte Groß Lieskow südöstlich und Lakoma südwestlich wurden 1984 und 2006 für den Braunkohletagebau Cottbus-Nord devastiert. Die Abbruchkante des 2015 eingestellten Tagebaus liegt 400 Meter südlich von Neuendorf. Zum Ortsteil Neuendorf gehört der Wohnplatz Kleine Heide.

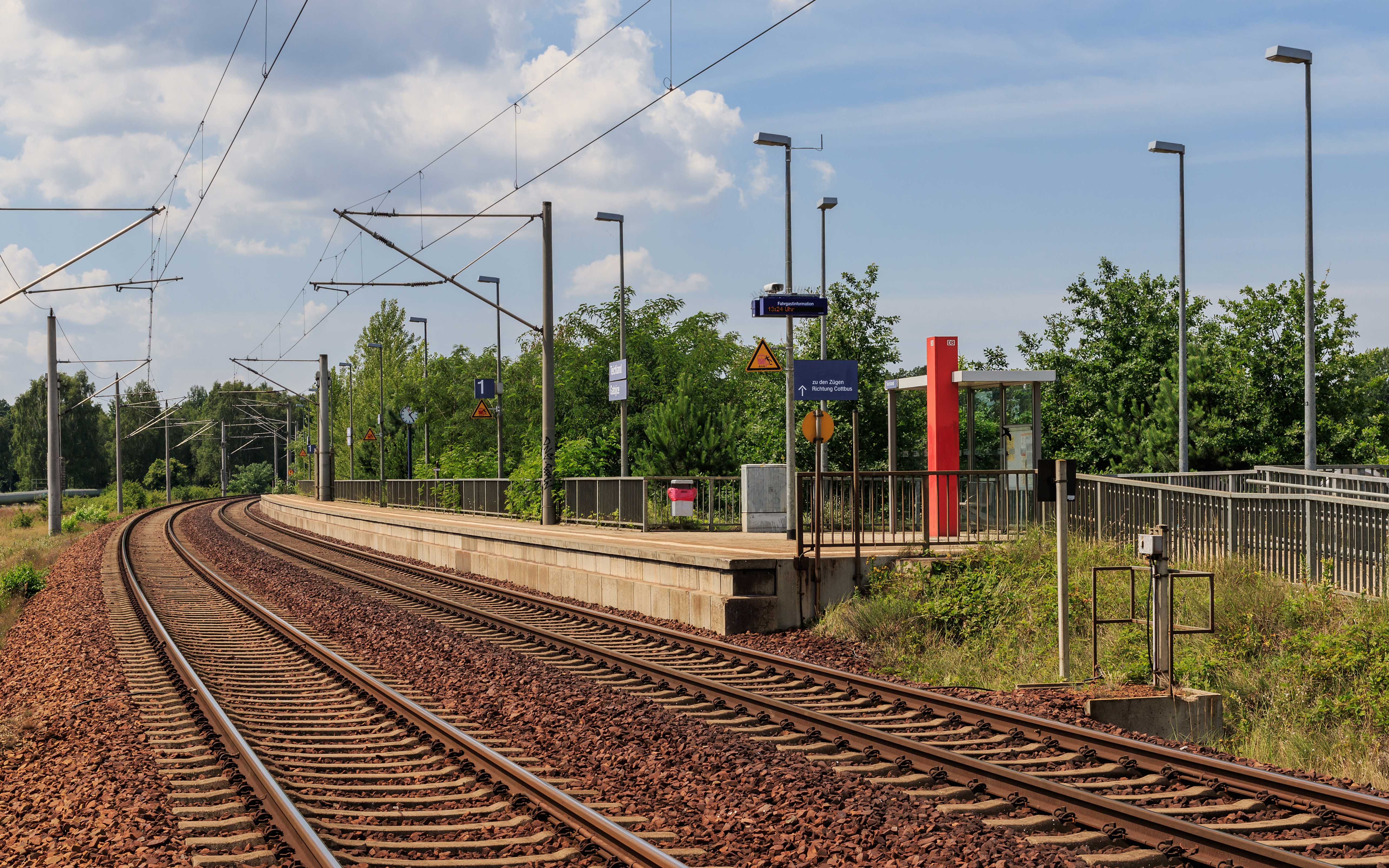
Haltepunkt Teichland bei Neuendorf

Durch Neuendorf führt die Landesstraße 473, die Bundesstraße 168 (Cottbus–Guben) liegt zweieinhalb Kilometer westlich, die Bundesstraße 97 (Roggosen–Groß Gastrose) vier Kilometer östlich. Nördlich von Neuendorf liegt die Bahnstrecke Cottbus–Guben mit dem Haltepunkt Teichland.

## Geschichte
Neuendorf wurde im Jahr 1554 im Amtsbuch des Domäneamts Peitz erstmals urkundlich erwähnt. Die Schreibweise lautete 1616 Newendorf und Nawendorf. Der Ort gehörte zum kurfürstlichen Domäneamt Peitz in der Herrschaft Cottbus, die als Exklave zur Mark Brandenburg gehörte und vom Kurfürstentum Sachsen umgeben war. 1635 lebten 19 Gärtner, zwei Büdner und ein Schäfer in Neuendorf, eine weitere Schäferei lag wüst. Durch den Frieden von Tilsit kam Neuendorf 1807 zum Königreich Sachsen. Im Jahr 1809 bestand Neuendorf aus 28 Feuerstellen und hatte 181 Einwohner. Im Ort lebten damals 21 Kossäten, vier Büdner, zwei Einlieger und ein königlicher Unterförster. Nach der auf dem Wiener Kongress beschlossenen Teilung des Königreiches Sachsen wurde Neuendorf wieder preußisch.
Im Königreich Preußen gehörte Neuendorf zum Kreis Cottbus im Regierungsbezirk Frankfurt der Provinz Brandenburg. 1818 hatte der Ort 163 Einwohner bei 29 Wohnhäusern, zwei Jahre später wurde eine Dorfschule gebaut. 1846 wurden in Neuendorf 215 Einwohner gezählt. Im September 1871 wurde Neuendorf mit einem Haltepunkt an die Bahnstrecke Cottbus–Guben angeschlossen. Bei der Volkszählung vom 1. Dezember 1871 ermittelte man für die Landgemeinde Neuendorf 275 Einwohner in 44 Familien und einem Einzelhaushalt; von diesen Einwohnern waren 141 Männer und 134 Frauen, 61 Einwohner waren Kinder unter zehn Jahren. Die ausschließlich evangelischen Einwohner waren in die Kirchengemeinde Peitz gepfarrt. Neuendorf war zudem lange Zeit ein sorbischsprachiges Dorf, der Volkskundler Arnošt Muka ermittelte 1884 eine Einwohnerzahl von 285, dabei waren 283 Sorben und nur zwei Deutsche. Zu Beginn des 20. Jahrhunderts lebten in Neuendorf 367 Menschen, bis 1939 stieg die Einwohnerzahl auf 401 an.

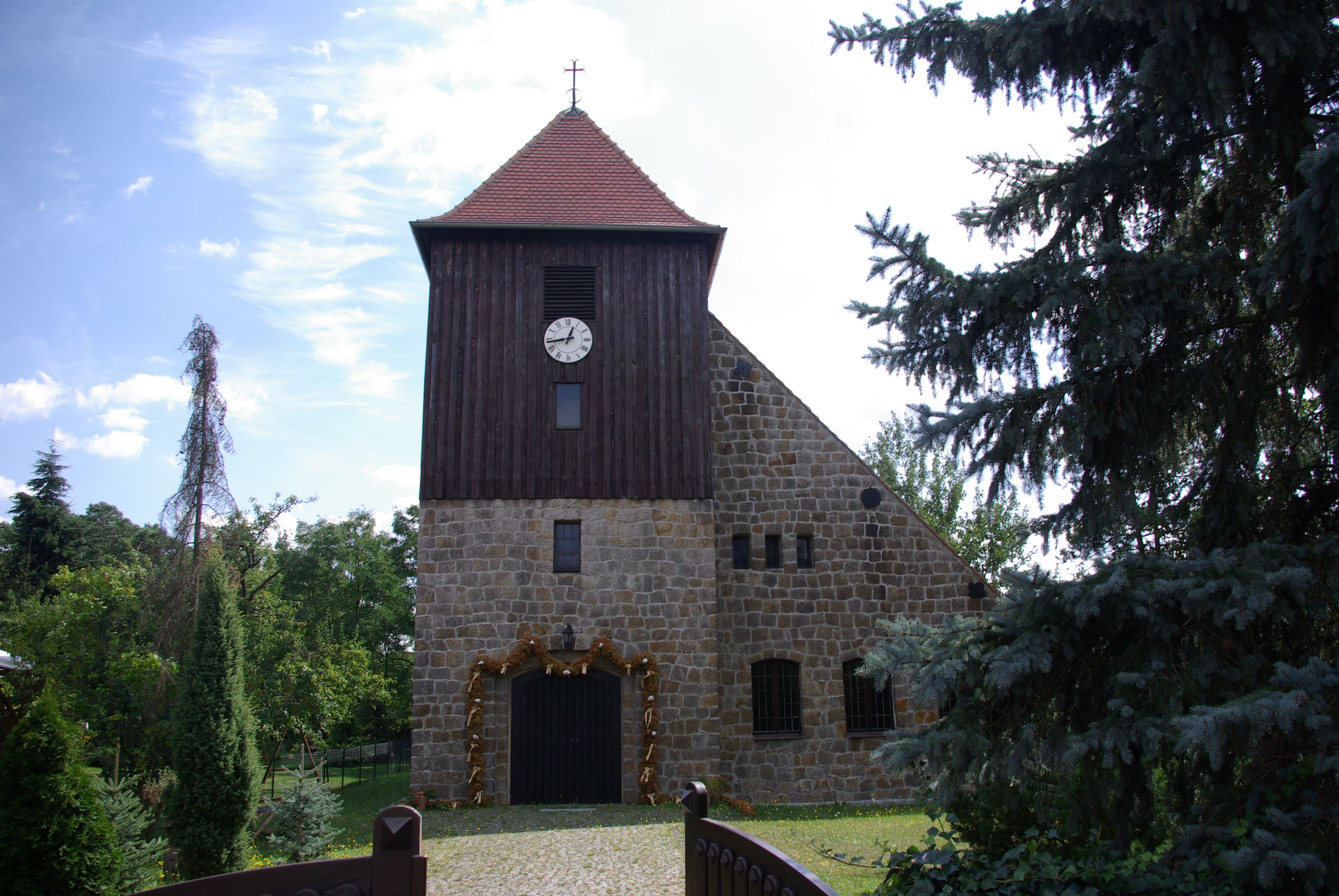
Dorfkirche Neuendorf

Im September 1934 wurde die Freiwillige Feuerwehr gegründet. Nach dem Ende des Zweiten Weltkrieges gehörte Neuendorf zur Sowjetischen Besatzungszone und ab 1949 zur DDR. Bei der Gebietsreform am 25. Juli 1952 wurde die Gemeinde dem Kreis Cottbus-Land im Bezirk Cottbus zugeordnet. Zwischen August 1953 und November 1954 wurde in Neuendorf eine Dorfkirche errichtet, damit die Einwohner von Neuendorf und Maust für Gottesdienste nicht mehr den Weg nach Peitz auf sich nehmen mussten. Laut Ernst Tschernik hatte Neuendorf 1956 noch 243 aktiv sorbischsprachige Einwohner und 76 Einwohner mit Sorbischkenntnissen, was 65,6 Prozent der Einwohner entspricht. 1974 wurde im nördlichen Teil des Gemeindegebiets mit dem Bau des Kraftwerks Jänschwalde begonnen, das heute das drittgrößte Kraftwerk Deutschlands ist.
Ein Jahr nach der Grundsteinlegung für das Kraftwerk begann man südlich von Neuendorf mit dem Aufschluss des Braunkohletagebaus Cottbus-Nord. Drei Jahre später wurde das Kraftwerk fertig gestellt. Durch die Abraumhalde zwischen Neuendorf und Bärenbrück entstand die Bärenbrücker Höhe. Nach der Wiedervereinigung kam die Gemeinde Neuendorf zum Land Brandenburg und wurde bei der Kreisreform am 6. Dezember 1993 dem Landkreis Spree-Neiße zugeordnet. Bereits im Juli 1992 hatte die Gemeinde Neuendorf sich zur Erledigung ihrer Verwaltungsgeschäfte dem Amt Peitz angeschlossen. Am 31. Dezember 2000 fusionierte Neuendorf mit den Gemeinden Bärenbrück und Maust zu der neuen Gemeinde Teichland. Der Haltepunkt der Bahnstrecke Cottbus–Guben wurde 2002 geschlossen, da die Strecke aufgrund der Inanspruchnahme durch den Tagebau verlegt werden musste. Die Bahn führt seitdem nördlich an Neuendorf vorbei, dort entstand der neue Haltepunkt Teichland.

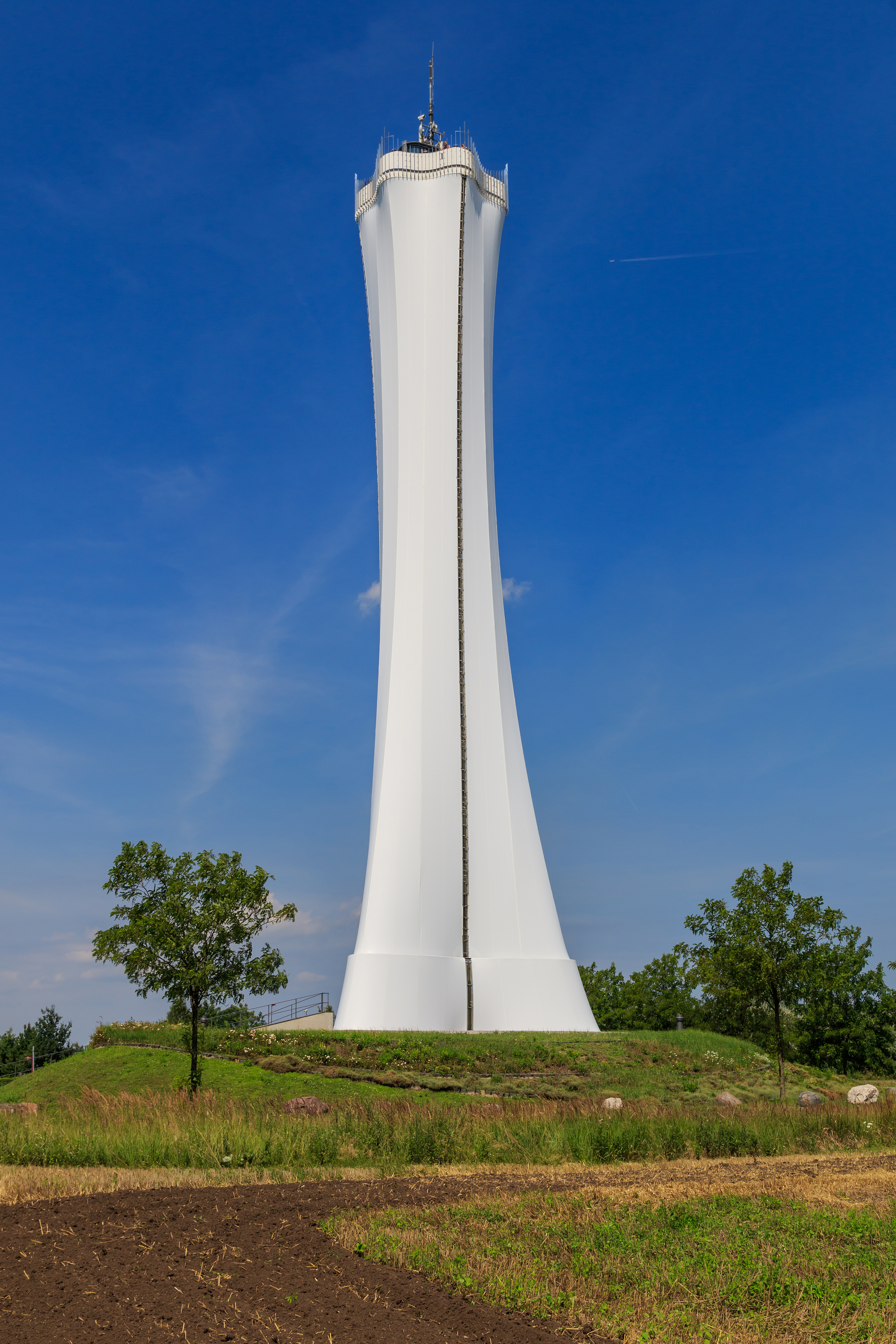
Aussichtsturm Teichland

Mit dem absehbaren Ende der Braunkohleförderung im Tagebau Cottbus-Nord wurde 2001 ein erster Masterplan für die Nachnutzung der Flächen erstellt. Im Sommer 2008 wurde östlich von Neuendorf der Erlebnispark Teichland, ein Freizeitpark mit Sommerrodelbahn, eröffnet. Im Jahr 2009 wurde ein neues Feuerwehrgerätehaus gebaut, am 17. Juli 2010 erfolgte die Einweihung des 57 Meter hohen Aussichtsturms Teichland neben dem Freizeitpark. Von 2019 bis 2024 wurde das Tagebaurestloch geflutet, Neuendorf liegt am entstandenen Cottbuser Ostsee. Im Januar 2022 wurde mit dem Bau eines Binnenhafens südlich des Ortes begonnen, im November 2022 wurde der Hafenbereich fertig gestellt. Des Weiteren ist die Anlage eines Badestrandes geplant.

## Bevölkerungsentwicklung
| Jahr | Einwohner |
| ---- | --------- |
| 1875 | 261       |
| 1890 | 329       |
| 1910 | 407       |

| Jahr | Einwohner |
| ---- | --------- |
| 1925 | 387       |
| 1933 | 392       |
| 1939 | 401       |

| Jahr | Einwohner |
| ---- | --------- |
| 1946 | 470       |
| 1950 | 388       |
| 1964 | 406       |

| Jahr | Einwohner |
| ---- | --------- |
| 1971 | 367       |
| 1981 | 326       |
| 1985 | 311       |

| Jahr | Einwohner |
| ---- | --------- |
| 1989 | 307       |
| 1995 | 315       |
| 1999 | 468       |

Gebietsstand des jeweiligen Jahres

## Persönlichkeiten
- Fritz Lattke (1895–1980), sorbisch-deutscher Maler, Grafiker und Illustrator, wurde in Neuendorf geboren.

## Nachweise
1. ↑  Gemeinde- und Ortsteilverzeichnis des Landes Brandenburg. Landesvermessung und Geobasisinformation Brandenburg (LGB), abgerufen am 10. Dezember 2021.
2. 1 2  Sonderausgabe 25 Jahre Amt Peitz. Amt Peitz, Juli 2017, S. 12 und 39. Abgerufen am 8. Dezember 2022.
3. ↑  Ernst Eichler: Die Ortsnamen der Niederlausitz. Domowina-Verlag, Bautzen 1975, S. 82.
4. ↑  Königliches Statistisches Bureau: Die Gemeinden und Gutsbezirke des Preußischen Staats und ihre Bevölkerung. Teil II: Provinz Brandenburg, Berlin 1873, S. 220f., Nr. 65 (Online).
5. ↑  Arnošt Muka: Statistik der Lausitzer Sorben. Deutsch von Robert Lorenz. Domowina-Verlag, Bautzen 2019, S. 148.
6. ↑  Neuendorf/Nowa Wjas. Amt Peitz, abgerufen am 10. Dezember 2021.
7. ↑  Peggy Kompalla: Erster Ostsee-Hafen ist fertig. Lausitzer Rundschau, 26. November 2022, abgerufen am 1. Oktober 2023.
8. ↑  Historisches Gemeindeverzeichnis des Landes Brandenburg 1875 bis 2005. (PDF; 331 KB) Landkreis Spree-Neiße. Landesbetrieb für Datenverarbeitung und Statistik Land Brandenburg, Dezember 2006, abgerufen am 10. Dezember 2021.